# شاه‌روباه
شاه‌روباه پستانداری از سردهٔ روباهان (Vulpes) است که در علفزارهای کوهستانی فلات ایران زندگی می‌کند. جثهٔ آن کمی کوچک‌تر از روباه معمولی است و بر روی صورت، دو نوار سیاه و مشخص دارد که از چشم‌ها به طرف بیرون امتداد یافته‌اند.

## شکل ظاهری
طول بدن این جانور در حدود ۵۰ سانتی‌متر است و کمیاب‌ترین روباه ایران به‌شمار می‌آید. موهای بدن آن انبوه است و دمی بسیار بلند و پُرمو دارد.
مانند تمام روباه‌هایی که در کویر زندگی می‌کنند گوش‌های بزرگی دارد تا گرما را از خود دور کند اما برخلاف دیگر روباه‌های کویر لایه‌های پوشیده‌شده از مو ندارد تا پنجه‌هایش را از شن داغ بیابان محافظت کند. دم آن تقریباً به اندازهٔ بدنش است و رنگ پوستش برنزهٔ روشن و در زیر بدن سفید است و لکه‌ای سیاه نیز در نوکِ دُمش دارد. ارتفاع این روباه از شانه تا زمین به ۳۰ سانتیمتر می‌رسد و طول سر و بدنش به ۴۲ سانتیمتر بالغ می‌شود. اندازهٔ دم به ۳۰ سانتیمتر می‌رسد و وزنش از ۱٫۵ تا ۳ کیلوگرم متغیر است.

## تغذیه
این روباه در مقایسه با دیگر روباه‌ها بیشتر همه‌چیزخوار است. به میوه‌هایی مانند انگور بی‌هسته و خربزه‌های رسیده که موقع برداشت‌شان باشد، علاقهٔ وافر دارد. همچنین از حشرات موجود در بیابان نیز تغذیه می‌کند.

## تولید مثل
این روباه نیز مثل سایر روباه‌ها در اواسط زمستان جفت‌گیری می‌کند و طول دورهٔ بارداری آن ۵۰ تا ۶۰ روز است که در پایان این دوره بین ۱ تا ۳ توله به دنیا می‌آید. روباه ماده تا ۲ ماه به بچه‌هایش شیر می‌دهد. بچه‌ها در ۸ تا ۱۲ ماهگی آمادهٔ تولید مثل می‌شوند. عمر این روباه ۴ تا ۵ سال است اما گزارش‌هایی حاکی از عمر ۱۰ سالهٔ این روباه نیز ارائه شده است.

## حفاظت
IUCN شاه روباه را در درجه «کمترین نگرانی» قرار داده است، زیرا اطلاعات بیشتری در بارۀ گستردگی پراکنش آن در سراسر خاورمیانه به دست آمده است، اطلاعات بسیار کمی در مورد این گونه و آسیب‌پذیری آن در برابر بیماری‌های سگ‌های اهلی که به شدت بر دیگران تأثیر گذاشته است، وجود دارد.
سگ سانان در حال حاضر، رقابت کمی با انسان برای زیستگاه دارند، شاه روباه یک گونه حفاظت‌شده در اسرائیل است، و از شکار این گونه در عمان و یمن محافظت می‌شود. برخی از شکارچی‌های خز در افغانستان این جانور را شکار می‌کنند. و گاهی ممکن است، سمی را که برای کفتارها و دیگر گونه‌ها در نظر گرفته شده است، توسط شاه روباه‌ها مصرف شود. در سال ۲۰۱۵ شاه روباه در لیست IUCN در درجه «در خطر انقراض» قرار گرفته بود.